# Figlio dell'uomo
L'espressione Figlio dell'uomo appare sovente nella Bibbia sia nella forma ebraica ben-adhàm (con la variante aramaica bar ʿenàsh) che nella traduzione greca υἱὸς τοῦ ἀνθρώπου, hyiòs toû anthròpou, operata dagli agiografi del Nuovo Testamento.
Di essa c'è traccia anche nella letteratura apocrifa (per esempio Libro di Enoch e  4 Esdra).
Il duplice nome di "Figlio dell'Uomo" e di "Figlio di Dio", attribuito a Gesù Cristo nei quattro Vangeli, riecheggia la presenza di questi titoli negli scritti profetici dell'Antico Testamento e fu argomento utilizzato per affermare che Gesù è vero Dio e vero Uomo, due nature divina e umana nello stesso corpo-anima-spirito, come affermato dal diofisismo e dalla definizione di Calcedonia.

## Antico Testamento
Nell'Antico Testamento il libro in cui questa espressione ricorre più volte è quello di Ezechiele, dove Dio si rivolge al profeta chiamandolo Figlio dell'Uomo più di 90 volte.
Nell'ebraico dell'Antico Testamento, questa locuzione presenta più di una sfumatura semantica. In moltissimi casi, tuttavia, indica soltanto un essere umano e perciò molti traduttori scrivono semplicemente "uomo"; tra l'altro, ricordiamo:
- in Ez 2,1[1] e nelle successive istanze di questo libro indica esplicitamente il profeta per evidenziare "l'uomo nella sua dimensione di fragilità e mortalità, sottolineando la distanza e il contrasto con la potenza di Dio" [2],
- in Sal 8,5[3], 146,3[4] e Ger 49,18[5] 49,33[6] indica genericamente ogni essere umano,
- analogamente in Sal 144,3[7] (con ben-ʿenòhsh) indica ogni “figlio dell'uomo mortale”

L'espressione "Figlio dell'Uomo" acquista un significato particolare in Dn 7,13-14, una pericope che recita: 
Molti commentatori considerano questa figura misteriosa una personificazione dei "santi dell'Altissimo", di cui Daniele parla nei successivi versetti 18, 22 e 27, ma già la letteratura giudaica apocalittica lo intende come una figura messianica. Essa, quindi, è stata intesa dalla tradizione e dalla Chiesa primitiva, come il trait-d'union tra l'Antico ed il Nuovo Testamento, in quanto la salita al cielo di Gesù sarebbe l'adempiersi preciso e puntuale della profezia di Daniele.
Questa opinione resta a tutt'oggi condivisa dalla maggior parte del mondo cristiano.
Molto interessante, anche se controverso, l'utilizzo del titolo "Figlio dell'Uomo" nel Libro delle Parabole, la seconda sezione del Libro di Enoch. Secondo Paolo Sacchi "il Libro delle Parabole è datato con sicurezza a circa l'anno 30 a.C. e vi appare una figura chiamata Figlio dell'Uomo che ha le seguenti caratteristiche: è una persona, non una collettività; ha natura divina, esiste prima del tempo e vive tuttora; conosce tutti i segreti della Legge e perciò ha il compito di celebrare il Grande Giudizio alla fine dei tempi." Nei vangeli Gesù, proprio mentre si presenta come il Figlio dell'Uomo, si attribuisce anche il potere di giudicare (cfr. per esempio Mc 2,10-11 o Gv 5,27) e perciò sembra identificarsi con il personaggio messianico del Libro delle Parabole.

## Nuovo Testamento
Nel Nuovo Testamento l'appellativo "Figlio dell'Uomo" si riferisce sempre a Gesù ed è uno dei titoli con il quale egli stesso molte volte preferisce auto-designarsi, in segno di adempimento delle profezie. Per esempio cfr. Matteo 8,20.
Nei Vangeli sinottici ricorre 66 volte, incluso Giovanni ricorre circa 80 volte, quante nel Libro di Ezechiele; al di fuori di essi ricorre in At 7,56, in Eb 2,6, e tre volte in Ap 1,9, 1,13 e 14,14.
Questa locuzione pone l'attenzione sul fatto che Gesù sia anche un essere umano essendo nato da una donna, Maria che l'ha  concepito e partorito (cfr. Gal 4,4 e Lc 1,34-36), sebbene con un'incarnazione per opera dello Spirito Santo nel grembo dell"unica donna del genere umano che partorisce un figlio, essendo Vergine e Immacolata da peccato.
In altri termini questa espressione vuole puntualizzare lo stretto legame di parentela esistente fra Gesù Cristo e il genere umano oltreché ovviamente essere tesa ad esaltare la sua funzione salvifica (in virtù del passo di Dn 7,13).
Non può sfuggire una certa affinità (per assonanza e contenuto) con  altri due titoli attribuiti a Gesù:
- Figlio di Davide (in quanto, benché Gesù abbia sottaciuto su questo argomento, egli era unanimemente ritenuto dai suoi seguaci come l'erede del regno in virtù della sua discendenza davidica):

(Mc 10, 47)
- Figlio di Dio (in quanto di origine divina):

(I Gv 4,15)
Nei Vangeli l'espressione "Figlio dell'Uomo", appare sempre pronunciata da Gesù che stando a quanto possiamo dedurre da Mc 8,29-31 e Mc 14,61-62 la doveva ritenere particolarmente importante per chiarire il senso delle profezie che andava ad adempiere in parole e opere.
Gli studiosi cristiani la ritengono come un modo discreto al quale Gesù ricorreva per rivendicare  con forza la sua messianicità ma nel contempo usando l'accortezza di non allarmare i suoi ascoltatori.
Questa considerazione di fondo giustifica il fatto che essa sia utilizzata in un ampio e vario spettro di ambiti d'uso: 
- in Mc 8,38[20] è collegata all'idea del trionfo escatologico: “… anche il Figlio dell'Uomo si vergognerà di lui …”,
- in Mc 8,31[21] si parla della ineluttabilità delle sofferenze: “E cominciò ad insegnar loro che il Figlio dell'Uomo doveva molto soffrire …”,
- in Mc 2,27-28[22] è legata alla realtà immediata di Gesù che predica ed opera miracoli: “E diceva loro: «Il sabato è stato fatto per l'uomo e non l'uomo per il sabato; perciò il Figlio dell'uomo è signore anche del sabato»”.

Non dimentichiamo che peraltro il suo modo di parlare doveva apparire enigmatico a molti degli ascoltatori (cfr. Gv 12,34 “Chi è questo Figlio dell'Uomo?”).
In Gv 3.14, Gesù Cristo compie un parallelismo fra il Figlio dell'Uomo e il serpente di bronzo (Numeri 21,39) che Mosè fece costruire per tenere lontani i veri serpenti velenosi che uccidevano fra il popolo di Israele. In Ap 1.15-16, si trova la descrizione del Figlio dell'Uomo come uno che ha piedi di bronzo fuso a fuoco e una bocca dalla quale sporge una spada affilata dai due lati, metafora possibile della lingua biforcuta di un serpente. E Gesù afferma che si dovranno affidare al Figlio dell'Uomo, così come Mosè dovette affidarsi al serpente di bronzo.
Gesù si proclama Maestro e Signore (Gv 13.13), non servitore di alcuno (Gv 15,15), e tuttavia figlio dell'uomo servitore (Mt 20,28) e Colui che serve (Lc 22,27), sempre prima persona. Nel complesso, è il servitore di Dio Padre, non tenuto a servire alcun uomo in quanto Signore Dio e Re, e che da solo liberamente sceglie di farsi servitore del prossimo (come nella lavanda dei piedi agli apostoli) per lasciare al genere umano l'esempio da imitare.
Parimenti in Luca 17.26 e in Matteo 14.37, si riferisce al ritorno del Figlio dell'Uomo, associando tale giorno allo stesso tipo di segnali celesti che si manifestarono nella natura quando ci fu il diluvio universale o fuoco e zolfo su Sodoma e Gomorra ai tempi di Lot.
Altri passi in cui compare l'espressione "Figlio dell'uomo" si trovano nel Libro di Enoch, conservato in lingua etiope, e nel IV Libro di Esdra.

## L'interpretazione ebraico-messianica
Nella letteratura apocalittica offerta dal profeta Daniele, l'espressione ebraica  בר אנש Bar-'enash, traducibile come Colui che possiede le qualità di Adamo prima della cacciata dal Giardino dell'Eden, era senza peccato, incorruttibile (senza divenire) e immortale (Lettera gli Ebrei 4,15).
Solamente quando il Gesù Cristo, Messia e Re, offerse la sua vita in croce quale sacrificio espiatorio, si spoglia volutamente di questi attributi, in adempimento delle profezie (Fil 2,5-9), condividendo in tutto la condizione umana fuorché nel peccato.
Perciò, "Figlio dell'uomo" è uno dei nomi col quale il Messia stesso si chiamò, per far comprendere a tutti la sua incarnazione in un corpo umano ed espiare così i peccati dell'uomo (Is 53,10). "Figlio dell'uomo" è inteso come "stirpe dell'uomo" (Adam) o "genere umano": con la resurrezione dai morti vincere la morte una volta per sempre, per non morire mai più (Sal 16,8-10).

## L'interpretazione cattolica
Secondo i teologi cattolici, questo libro, appartenente al canone ebraico (Tanak), alla sezione degli scritti (Ketuvim), ha dato luogo all'uso dell'espressione "figlio dell'uomo" riferito al Messia atteso dal popolo ebraico.
Oltre ai numerosi passi in cui Gesù  chiama sé stesso come il "Figlio dell'Uomo", parlando in prima persona, i Vangeli hanno diversi passi in cui l'Evangelista, parlando in terza persona, sceglie di chiamare Gesù in questo modo: Gv 9,35-38, e nei tre sinottici, Mt 26, 63-64; Mc 14, 61-62; Lc 22, 66-69, dove proclama nel corso del processo davanti al Sinedrio. Nella narrazione evangelica, Gesù era il Messia di Dio e il Figlio dell'Uomo presente nelle profezie, e fu condannato per non aver mai negato questa verità. Al riguardo disse:
(Matteo 5,17-20)
Per l'interpretazione detta, alla giustizia (distributiva e compensativa), Gesù aggiunse il gratuito dono della propria vita, offerta per amore del genere umano, per rendere di nuovo possibile la vita eterna in Paradiso.
Gli evangelisti non usarono per caso o per coincidenza fortuita le stesse parole delle profezie dell'Antico Testamento. Al contrario prestarono attenzione ad usare proprio le stesse parole, oltre a riferire le parole di Gesù che disse che tutto doveva adempiere le profezie, e "nemmeno uno iota" di quanto detto nell'Antico Testamento sarebbe stato tolto o negato.
Il nodo critico è una questione di fede: accettando che Gesù Cristo è Dio, in quanto perfetto, onnisciente e Sommo Bene, non può mentire o sbagliarsi nel dire che le parole dei profeti erano a Lui riferite, che Egli è il Figlio dell'uomo delle profezie. Anche per testimoniare questo, permise che fosse condannato a morte.

## L'interpretazione del Gesù storico
Secondo il teologo Géza Vermes, uno dei maggiori studiosi del Gesù storico  e di controtendenza, l'espressione "Figlio dell'uomo" sarebbe un'espressione idiomatica tipica e frequente nella lingua aramaica così come parlata in Galilea, usata dagli abitanti per riferirsi a sé stessi.
Nel Libro di Daniele, non sarebbe usata per una singola persona, ma per l'insieme dei "Santi dell'Altissimo" (Vermes: 181), e l'interpretazione messianica del Libro di Daniele (Figlio dell'uomo= Messia) sarebbe del II° secolo, quindi non del profeta. Parimenti, nel Vangelo non avrebbe un carattere titolare (Vermes:197).

## Nelle lingue antiche
In accadico, figlio d'uomo è:
- Mar awelim

In sumero, figlio d'uomo è:
- DUMU.LU.A (?)

In ebraico, figlio d'uomo è:
- בן אדם [ben 'adam] (Adamo)
- בן אנש [ben 'enosh] (Enos)

In aramaico, figlio d'uomo può essere (a causa di varianti dovute a elementi di ortografia e morfologia):
| - ברנש [barnash] - ברנשא [barnasha'] - בר נש [bar nash] - בר נשא [bar nasha'] - יליד נשא [yelid nasha'] (lett. "Nato da un essere umano") | - בר אנש [bar 'anash] - בר אנוש [bar 'anowsh] - בר אנשא [bar 'ansha'] - ברה דאנשא [breh dansha'] - (e alcune altre) |